# Fuerzas de Defensa de Islandia
Las Fuerzas de Defensa de Islandia fueron el comando militar responsable de la protección de Islandia, con base en Keflavík, dirigidas por las Fuerzas Armadas de los Estados Unidos desde 1951 hasta 2006. Fue un comando unificado subordinado al comando en Europa de los Estados Unidos y estaba compuesta por las fuerzas aéreas, las navales y marines, así como civiles islandeses. Además, también participaban algunas patrullas de guardacostas.
Fueron creadas en 1951 cuando, por petición de la OTAN, Estados Unidos firmó un acuerdo para proporcionar defensa a Islandia. Había más de 25 comandos diferentes, de varios tamaños ligados a las Fuerzas de Defensa de Islandia. Aproximadamente 1350 soldados estadounidenses, 100 civiles del Departamento de Defensa, y 650 islandeses, tanto civiles como bomberos con entrenamiento militar que dirigían las fuerzas navales. También había soldados de Noruega, Dinamarca, Canadá, Países Bajos y el Reino Unido.
Parte de las fuerzas aéreas de Estados Unidos formaban el grupo 85, mientras que un contingente de marines era el responsable de la defensa terrestre. En caso de una amenaza mayor, la parte destacada de la Armada de Estados Unidos (ARICE) habría sido movilizada y habría respondido por la defensa terrestre de Islandia. El ARICE consistía casi en su totalidad en componentes de reserva (hasta 1994, la formación principal era la 187.ª Brigada de Infantería del Ejército) en Estados Unidos, y un número limitado de personal participaba en maniobras de entrenamiento en suelo islandés.
El 15 de marzo de 2006 el embajador de Estados Unidos en Islandia anunció la decisión por parte de Estados Unidos de retirar las Fuerzas de Defensa de Islandia antes del fin de septiembre de 2006. El 30 de septiembre, abandonaron definitivamente Keflavík.